# Rolf Lezgus
Rolf Lezgus (* 4. März 1922 in Münster; † 13. Februar 2009) war ein deutscher Fußballspieler. Bei Preußen Münster absolvierte er von 1948 bis 1958 in der damals erstklassigen Fußball-Oberliga West 243 Ligaspiele und erzielte 34 Tore.

## Karriere
Lezgus begann im Alter von zehn Jahren mit dem Fußballspielen bei Preußen Münster. 1939 machte er sein erstes Spiel in der ersten Mannschaft.
Nach dem Ende des Zweiten Weltkriegs spielte Münster in der Westfalenliga. Lezgus gehörte zu den Spielern, die in der Saison 1946/47 den vierten Rang belegten und damit nicht für die ab 1947/48 startende Oberliga West qualifiziert waren. Im damaligen WM-System meist auf der Position des Halblinken oder linken Außenläufers spielend, stieg er mit Preußen 1948 in die erstklassige Fußball-Oberliga auf. Preußen gewann 1947/48 in der Gruppe 2 der Westfalenliga die Meisterschaft und setzte sich in fünf Spielen gegen SuS Recklinghausen um den Aufstieg durch. Torhüter Otto Mierzowski war wie Lezgus schon dabei und Willy Multhaup trainiert die Mannschaft aus der Provinzialhauptstadt. Münster debütierte am 12. September 1948 mit einem 1:0-Heimerfolg gegen Fortuna Düsseldorf in der Oberliga West; Lezgus spielte dabei auf Halblinks.
In der Saison 1950/51 zog er mit den Preußen als Vizemeister der Oberliga West mit einem Punkt Rückstand auf den FC Schalke 04 in die Endrunde zur deutschen Fußballmeisterschaft ein, wo sich die "Adler" in ihrer Vorrundengruppe hauchdünn gegen den 1. FC Nürnberg durchsetzten. Im Endspiel am 30. Juni 1951 in Berlin stand Lezgus in der Mannschaft, die dem 1. FC Kaiserslautern nach einer 1:0-Führung mit 1:2 unterlag. Zum Start der Saison hatten die Schwarz-Weiß-Grünen aus der Domstadt mit Felix Gerritzen, Alfred Preißler und Rudolf Schulz drei leistungsstarke Offensivkräfte unter Vertrag nehmen können. Zusammen mit den bereits zur Runde 1949/50 gekommenen Angreifern Josef Lammers und Siegfried Rachuba, stand damit Münster ein herausragendes Angriffsquintett zur Verfügung. Mitauslöser für die Neuzugänge war die zum 24. Juli 1949 umgesetzte Einführung des Vertragspielers im Fußball-Westen. „Die monatlichen Gehälter bewegten sich zunächst zwischen 160 DM und 320 DM. Das Höchstgehalt entsprach in etwa einem Facharbeiterlohn.“
Lezgus spielte jetzt in der Läuferreihe, sehr oft an der Seite von Mittelläufer Kurt Pohnke. Der Mann aus den eigenen Reihen absolvierte in der erfolgreichsten Preußen-Runde, 1950/51, alle 30 Oberligaspiele und auch die sieben Spiele in der Endrunde um die deutsche Meisterschaft. In der Verbandsrunde übte Ferdinand Fabra das Traineramt aus, vor der Endrunde übernahm Willy Multhaup seine Funktion.
Im neunten Oberligajahr, 1956/57, gehörte der 34-Jährige immer noch mit 28 Einsätzen und fünf Toren der Stammbesetzung von Münster an. Mit 25:35 Punkten und dem 13. Rang konnten aber gerade noch der SV Sodingen, SW Essen und Borussia Mönchengladbach auf die letzten Plätze verwiesen werden. Mit seinem Einsatz am 1. September 1957 beim 3:3-Heimremis gegen den VfL Bochum beendete der Senior seine fast zwanzigjährige Aktivität in der 1. Mannschaft von Preußen Münster.
2008 wurde er für seine 75-jährige Vereinsmitgliedschaft bei Preußen Münster geehrt. Am 13. Februar 2009 starb er im Alter von 86 Jahren.

## Berufliches
Neben dem Fußball arbeitete Lezgus als Angestellter bei der Provinzial-Versicherung.